# Tomáš Holeš
Tomáš Holeš, född 31 mars 1993, är en tjeckisk fotbollsspelare som spelar för Slavia Prag. Han representerar även Tjeckiens landslag.